# Pentametrocrinus japonicus
Pentametrocrinus japonicus is een haarster uit de familie Pentametrocrinidae.
De wetenschappelijke naam van de soort werd in 1882 gepubliceerd door Philip Herbert Carpenter.